# Base aerea di Palmachim
La base aerea di Palmachim si trova vicino alla città israeliana di Rishon LeZion, accanto a Yavne. Si chiama così per la vicinanza al kibbutz di Palmachim sulla costa mediterranea.
Nella base ci sono diversi elicotteri della IAF ed alcuni squadroni di UAV e viene utilizzata come sito di lancio per il missile Arrow. Palmachim è anche usata per lanciare il vettore Shavit sul Mediterraneo in orbita retrograda. Palmachim è quindi il principale spazioporto israeliano. Ciò assicura che i detriti del vettore cadano in acqua e che il vettore stesso non bruci su nazioni vicine ad Israele. Attività recenti includono il lancio dei satellite Ofeq 7, avvenuto l'11 giugno 2007, e Ofeq 9 avvenuto il 22 giugno 2010.
Nel luglio 2007 è stato deciso di chiudere l'aeroporto Sde Dov di Tel Aviv. La sezione militare dell'aeroporto è stata spostata a Palmachim.